# Liste der Monuments historiques in Banthelu
Die Liste der Monuments historiques in Banthelu führt die Monuments historiques in der französischen Gemeinde Banthelu auf.

## Liste der Bauwerke
| Bezeichnung            | Beschreibung | Standort | Kennzeichnung | Schutzstatus | Datum | Bild           |
| ---------------------- | ------------ | -------- | ------------- | ------------ | ----- | -------------- |
| Kirchenruine St-Gédéon |              | (Lage)   | PA00079997    | Inscrit      | 1927  | weitere Bilder |